# Санакоев, Васо Михайлович
Васо (Василий) Михайлович Санакоев (осет. Санахъоты Уасо, 15 января 1901 года, Тифлис, Российская империя — 1978 год, Цхинвал, Юго-Осетинская автономная область, Грузинская ССР) — юго-осетинский советский писатель, поэт и драматург.

## Биография
Родился 15 января 1901 года в Тифлисе. Когда ему было 8 лет, у него умер отец. Воспитывался матерью. Из-за тяжёлого материального положения семьи начал свою трудовую деятельность в ранние юношеские годы. Устроился на работу учеником в столярной мастерской и позднее — в инструментальном цехе механического завода Вахнянского в Тифлисе. В 1916 году принимал участие в забастовке, после чего был уволен с завода. В 1918 году переехал в село Кехвиани Сигнахского уезда, где занимался батрачеством. В 1921 году вступил добровольцем в 179-й стрелковый полк 11-й Красной Армии. В августе 1923 году демобилизовался, после чего работал в дорожном строительстве. С 1925 года работал на деревообрабатывающем заводе в Тбилисе. Будучи рабочим, посещал театральную студию, которую вёл грузинский режиссёр Константин Марджанишвили.
В 1928 году вступил в ВКП(Б). В этом же году избирался депутатом Тифлисского городского совета. В 1930 году был назначен директором Юго-Осетинского леспромхоза. В 1934 году поступил на учёбу в Архангельский лесопромышленный институт, который окончил в 1937 году. В феврале 1937 году был назначен исполняющим обязанности заместителя председателя ЦИК Южной Осетии и в 1939 году — директором Джалабетского лесокомбината. Во время Великой Отечественной войны служил комиссаром в госпитале, который находился в городе Сталинир. В 1943 году возвратился на работу в Джалабетский лесокомбинат.
После войны занимал должности директора Сталинирского лесокомбината, заведующего отдела культуры облисполкома Южной Осетии. Избирался депутатом городского совета Сталинира. Был членом Юго-Осетинского союза писателей.
Скончался в 1978 году в Цхинвале. 

## Творчество
В 1924 году написал свои первые литературные произведения. В 1941 году в Сталинире вышла его первая пьеса «Когда-то обречённые». Свои произведения публиковал на страницах осетинского литературного журнала «Фидиуæг». В 1951 году издал сборник своих произведений.
В 1952 году на сцене Сталинирского государственного драматического театра была поставлен спектакль по его пьесе «Вардо».
В 1959 году издал биографический роман «Арф фӕд» (Глубокий след), в котором описываются события его жизни, начиная с Первой мировой войны до установления советской власти в Грузии.

## Сочинения
- Кæддæры мæгуыртæ: драмæ, Сталинир, 1941;
- Вардо: пьеæтæ, Сталинир, 1944;
- Уацмыстæ: пьеæтæ, радзырдтæ. Сталинир, 1951;
- Радзырдтæ, Сталинир, 1955
- Пьеæтæ, Сталинир, 1957;
- Арф фæд, Сталинир, 1959;
- Царды фæйлауæнтæ, Сталинир, 1971;
- Диссаг у Цардвæндæгтæ, Цхинвал, 1971
- Диссаг у цард: радзырдтæ æмæ уацаутæ, Цхинвал, 1976;
- Æвзæрст уацмыстæ, Цхиванл, 1978